# Legislatura de la Provincia de Tucumán
La Legislatura de la Provincia de Tucumán es el cuerpo legislativo de la provincia argentina de Tucumán. Es el único cuerpo encargado de la elaboración de leyes en esta provincia y está formado por 49 legisladores que son elegidos en 3 secciones electorales. Quien ejerce la presidencia en las sesiones de la legislatura es el Vicegobernador.
La legislatura se renueva completamente cada 4 años. Los legisladores pueden ser reelegidos por un nuevo período consecutivo, y no pueden ser elegidos nuevamente sino con un intervalo de un período.
Fue creada el 18 de abril de 1990 con la modificación a la constitución provincial, reemplazando a la Cámara de Diputados y al Senado.

## Secciones electorales
| Sección Electoral | Departamentos | Legisladores | Mapa |
| ----------------- | --- | ------------ | ---- |
| I – Capital       | - Capital | 19           |      |
| II – Este         | - Burruyacú - Cruz Alta - Graneros - Leales - Simoca - Trancas                                                                         | 12           |      |
| III – Oeste       | - Chicligasta - Famaillá - Juan Bautista Alberdi - La Cocha - Lules - Monteros - Río Chico - Tafí del Valle - Tafí Viejo - Yerba Buena | 18           |      |
| Total             | Total | 49           |      |

## Composición (2023–2027)
| Sección     | Legislador                                             | Partido                             | Bloque | Bloque                     |
| ----------- | ------------------------------------------------------ | ----------------------------------- | ------ | -------------------------- |
| I – Capital | Silvia Beatriz Elías de Pérez                          | Valores para Tucumán                |        | Valores para Tucumán - UCR |
| I – Capital | Ricardo Argentino Bussi                                | Fuerza Republicana                  |        | Fuerza Republicana         |
| I – Capital | Tulio Enrique Caponio                                  | Tucumán para la Victoria            |        | Justicialista              |
| I – Capital | Geronimo Vargas Aignasse                               | Nuevo Espacio Popular               |        | Justicialista              |
| I – Capital | Sara Alejandra Assán                                   | La Marea Verde                      |        | Justicialista              |
| I – Capital | Walter Fabián Berarducci                               | Partido por la Justicia Social      |        | Compromiso Tucumán(JxC)    |
| I – Capital | Gabriel Yedlin                                         | Frente de Todos por Tucumán         |        | Justicialista              |
| I – Capital | José Nicolás Seleme                                    | La Libertad Avanza                  |        | Avanza Tucumán             |
| I – Capital | María Carolina Vargas Aignasse                         | Tucumán en Positivo                 |        | Justicialista              |
| I – Capital | Mario Alberto Leito                                    | Multiplicar Lealtad                 |        | Justicialista              |
| I – Capital | Christian Adrián Gabriel Rodríguez                     | Movimiento Popular de la Militancia |        | Justicialista              |
| I – Capital | Ernesto Alfredo Toscano                                | Cambiemos                           |        | Compromiso Tucumán(JxC)    |
| I – Capital | Alejandro Matias Figueroa(Cortalezzi esta de licencia) | Frente Provincial                   |        | Justicialista              |
| I – Capital | Carlos Eduardo Verón Guerra                            | Fuerza Republicana                  |        | Fuerza Republicana         |
| I – Capital | José Ernesto Gómez(Masso esta de licencia)             | Movimiento Libres del Sur           |        | Libres del Sur             |
| I – Capital | José Manuel Cano                                       | Frente del Pueblo Unido             |        | Radicalismo Federal        |
| I – Capital | Claudio Daniel Viña                                    | Nuvea Fuerza                        |        | Compromiso Tucumán(JxC)    |
| I – Capital | Agustín José Romano Norri                              | Evolución Radical                   |        | Evolución Radical          |
| I – Capital | Hugo Guillermo Ledesma                                 | Activar Frente de la Lealtad        |        | Lealtad Peronista          |
| II – Este   | Walter Daniel Herrera(Dario Monteros esta de licencia) | Tucumán para la Victoria            |        | Justicialista              |
| II – Este   | Jorge Abraham Leal                                     | Frente de Todos por Tucumán         |        | Justicialista              |
| II – Este   | Héctor Aldo Salomon                                    | Tucumán para la Victoria            |        | Justicialista              |
| II – Este   | Raúl Alberto Moreno                                    | Frente de Todos por Tucumán         |        | Justicialista              |
| II – Este   | Carlos Francisco Gómez                                 | Tucumán para la Victoria            |        | Justicialista              |
| II – Este   | Rolando René Alfaro                                    | Cambiemos                           |        | Compromiso Tucumán(JxC)    |
| II – Este   | Jesús Marcelo Herrera                                  | Frente de Todos por Tucumán         |        | Justicialista              |
| II – Este   | Paula Lujan Galvan                                     | Tucumán para la Victoria            |        | Justicialista              |
| II – Este   | Tomas Cobos                                            | Acción Regional                     |        | Justicialista              |
| II – Este   | María Alejandra Cejas                                  | Frente de Todos por Tucumán         |        | Justicialista              |
| II – Este   | Roque Eduardo Argañaraz                                | Tucumán para la Victoria            |        | Justicialista              |
| II – Este   | Maria Vanesa Martinez                                  | Frente de Todos por Tucumán         |        | Justicialista              |
| III – Oeste | Sergio Francisco Mansilla                              | Frente de Todos por Tucumán         |        | Justicialista              |
| III – Oeste | Nancy Bulacio(Amado esta de licencia)                  | Tucumán para la victoria            |        | Justicialista              |
| III – Oeste | Raquel Evangelina Nievas                               | Cambia Tucumán                      |        | Trabajando por Tucumán     |
| III – Oeste | Mariano Javier Noguera                                 | Frente de Todos por Tucumán         |        | Justicialista              |
| III – Oeste | Carlos Manuel Najar                                    | Frente de Todos por Tucumán         |        | Justicialista              |
| III – Oeste | Francisco Serra                                        | Tucumán para la victoria            |        | Justicialista              |
| III – Oeste | Sandra Beatriz Figueroa                                | Frente de Todos por Tucumán         |        | Justicialista              |
| III – Oeste | Enrique Tobías Álvarez                                 | Acción Regional                     |        | Justicialista              |
| III – Oeste | Rodolfo Ocaranza                                       | Cambiemos                           |        | Compromiso Tucumán(JxC)    |
| III – Oeste | Sara Elizabeth Lazarte                                 | Tucumán para la victoria            |        | Justicialista              |
| III – Oeste | Manuel Courel                                          | Valores para Tucumán                |        | Cambia Tucuman             |
| III – Oeste | Leopoldo Alberto Rodriguez                             | Frente de Todos por Tucumán         |        | Justicialista              |
| III – Oeste | Carlos Sebastián Gallia                                | Frente de Todos por Tucumán         |        | Justicialista              |
| III – Oeste | Adriana del Valle Najar                                | Proyecto Tucumán                    |        | Justicialista              |
| III – Oeste | Carlos Eliezer Funez                                   | Tucumán para la Victoria            |        | Justicialista              |
| III – Oeste | Luis Alberto Olea                                      | Frente de Todos por Tucumán         |        | Justicialista              |
| III – Oeste | José Ignacio Macome                                    | La Libertad Avanza                  |        | Compromiso con la Libertad |

## Composición histórica
| 2019-2023   | 2019-2023                    | 2019-2023                              | 2019-2023 | 2019-2023                 |
| Sección     | Legislador                   | Partido                                | Bloque    | Bloque                    |
| ----------- | ---------------------------- | -------------------------------------- | --------- | ------------------------- |
| I – Capital | Carlos Sebastián Assán       | La Marea Verde                         |           | Lealtad Peronista         |
| I – Capital | Walter Fabián Berarducci     | Partido por la Justicia Social         |           | PJS - Recuperemos Tucumán |
| I – Capital | Eduardo Alberto Bourlé       | Tucumán en Positivo                    |           | Lealtad Peronista         |
| I – Capital | Ricardo Argentino Bussi      | Fuerza Republicana                     |           | Fuerza Republicana        |
| I – Capital | José María Canelada          | Vamos Tucumán                          |           | Unión Cívica Radical      |
| I – Capital | Tulio Enrique Caponio        | Militancia Popular                     |           | Justicialista de Todos    |
| I – Capital | Armando Roque Cortalezzi     | Hacemos Tucumán                        |           | Lealtad Peronista         |
| I – Capital | Víctor Daniel Deiana         | Partido de la Renovación y la Dignidad |           | Justicialista de Todos    |
| I – Capital | Dante Rolando Loza           | Hacemos Tucumán                        |           | Justicialista de Todos    |
| I – Capital | Federico Augusto Masso       | Libres del Sur                         |           | Libres del Sur            |
| I – Capital | Mario Javier Morof           | Nueva Organización Social              |           | Justicialista de Todos    |
| I – Capital | Sandra Del Valle Orquera     | Fuerza Republicana                     |           | Fuerza Republicana        |
| I – Capital | Nádima Del Valle Pecci       | Fuerza Republicana                     |           | Valores Republicanos      |
| I – Capital | Raúl César Pellegrini        | Viva La Ciudad                         |           | PJS - Recuperemos Tucumán |
| I – Capital | Edgar Reneé Ramírez          | Frente Solidario Laborista             |           | Lealtad Peronista         |
| I – Capital | Paulo Gabriel Ternavasio     | Fuerza Republicana                     |           | Democracia Republicana    |
| I – Capital | Gerónimo Vargas Aignasse     | Nuevo Espacio Popular                  |           | Lealtad Peronista         |
| I – Capital | José Horacio Vermal          | Fuerza Republicana                     |           | Fuerza Republicana        |
| I – Capital | Gabriel Eduardo Yedlin       | Frente Justicialista por Tucumán       |           | Lealtad Peronista         |
| II – Este   | Pablo Agustín Alfaro         | Comunidad en Organización              |           | Justicialista de Todos    |
| II – Este   | Enrique Fabián Bethencourt   | Frente Justicialista por Tucumán       |           | Justicialista de Todos    |
| II – Este   | Paula Luján Galván           | Frente Justicialista por Tucumán       |           | Lealtad Peronista         |
| II – Este   | Carlos Francisco Gómez       | Partido de la Justicia y la Victoria   |           | Justicialista de Todos    |
| II – Este   | Graciela Del Valle Gutiérrez | Frente Justicialista por Tucumán       |           | Justicialista de Todos    |
| II – Este   | Daniel Alberto Herrera       | Frente Justicialista por Tucumán       |           | Justicialista de Todos    |
| II – Este   | Mario Gerardo Huesen         | Fuerza Republicana                     |           | Fuerza Republicana        |
| II – Este   | Zacarías Khoder              | Frente Justicialista por Tucumán       |           | Lealtad Peronista         |
| II – Este   | Jorge Abraham Leal           | Acción Regional                        |           | Lealtad Peronista         |
| II – Este   | Maia Vanesa Martínez         | Movimiento de Integración Federal      |           | Justicialista de Todos    |
| II – Este   | Gonzalo Darío Monteros       | Frente Justicialista por Tucumán       |           | Justicialista de Todos    |
| II – Este   | Julio Fabio Silman           | Hacemos Tucumán                        |           | Lealtad Peronista         |
| III – Oeste | Raúl Eduardo Albarracín      | Partido por la Justicia Social         |           | PJS - Recuperemos Tucumán |
| III – Oeste | Sara Alperovich              | Hacemos Tucumán                        |           | Hacemos Tucumán           |
| III – Oeste | Roque Tobías Álvarez         | Acción Regional                        |           | Justicialista de Todos    |
| III – Oeste | Néstor Regino Amado          | Frente Justicialista por Tucumán       |           | Justicialista de Todos    |
| III – Oeste | José Ricardo Ascárate        | Vamos Tucumán                          |           | UCR - Hipólito Yrigoyen   |
| III – Oeste | Mario César Casali           | Fuerza Republicana                     |           | Fuerza Republicana        |
| III – Oeste | Raúl Ezequiel Ferrazzano     | Acción Regional                        |           | Justicialista de Todos    |
| III – Oeste | Sergio Francisco Mansilla    | Frente Justicialista por Tucumán       |           | Lealtad Peronista         |
| III – Oeste | Sandra Mariela Mendoza       | Tucumán Innovador                      |           | Lealtad Peronista         |
| III – Oeste | Adriana Del Valle Nájar      | Acción Regional                        |           | Justicialista de Todos    |
| III – Oeste | Marta Isabel Nájar           | Frente Justicialista por Tucumán       |           | Lealtad Peronista         |
| III – Oeste | Juan Enrique Orellana        | Tucumán Innovador                      |           | Lealtad Peronista         |
| III – Oeste | Roberto Arnaldo Palina       | Partido de los Trabajadores            |           | Justicialista de Todos    |
| III – Oeste | Norma Mariela Reyes Elías    | Frente Justicialista por Tucumán       |           | Justicialista de Todos    |
| III – Oeste | Leopoldo Alberto Rodríguez   | Frente Justicialista por Tucumán       |           | Lealtad Peronista         |
| III – Oeste | Juan Roberto Rojas           | Fuerza Republicana                     |           | Progreso y Renovación     |
| III – Oeste | Juan Antonio Ruiz Olivares   | Acción Regional                        |           | Justicialista de Todos    |
| III – Oeste | Manuel Jorge Yapura Astorga  | Frente Justicialista por Tucumán       |           | Justicialista de Todos    |

| 2015-2019   | 2015-2019                      | 2015-2019                               | 2015-2019 | 2015-2019                      |
| Sección     | Legislador                     | Partido                                 | Bloque    | Bloque                         |
| ----------- | ------------------------------ | --------------------------------------- | --------- | ------------------------------ |
| I – Capital | Dudoro Domingo Aráoz           | Movimiento Popular y Federal            |           | Unión Cívica Radical           |
| I – Capital | Ramón Santiago Cano            | Alianza Frente Provincial               |           | Tucumán Crece                  |
| I – Capital | Guillermo Martín Gassembauer   | Tucumán en Positivo                     |           | Tucumán Crece                  |
| I – Capital | Eduardo Alberto Bourle         | Movimiento Popular y Federal            |           | Trabajo y Dignidad             |
| I – Capital | Claudio Daniel Viña            | Fuerza Republicana                      |           | Nueva Fuerza                   |
| I – Capital | Ernesto Alfredo Toscano        | Viva la Ciudad                          |           | Partido por la Justicia Social |
| I – Capital | Manuel Fernando Valdez         | Frente Acuerdo para el Bicentenario     |           | Unión Cívica Radical           |
| I – Capital | Christian A. G. Rodríguez      | Tucumán para Todos                      |           | Peronismo del Bicentenario     |
| I – Capital | Marcelo Caponio                | Partido Acuerdo Federal                 |           | Tucumán Crece                  |
| I – Capital | Edgar Renee Ramírez            | Frente Solidario Laborista              |           | Tucumán Crece                  |
| I – Capital | Alberto Colombres Garmendia    | PRO–Propuesta Republicana               |           | PRO–Cambiemos                  |
| I – Capital | José María Canelada            | Movimiento Popular y Federal            |           | Unión Cívica Radical           |
| I – Capital | Sara Alejandra Assan           | Partido Concertación para la Democracia |           | Tucumán Crece                  |
| I – Capital | María Elena Cortalezzi         | Alianza Frente Provincial               |           | Tucumán Crece                  |
| I – Capital | Marcelo Ditinis                | Alianza Frente para la Victoria         |           | Tucumán Crece                  |
| I – Capital | Emiliano Vargas Aignasse       | Tucumán en Positivo                     |           | Tucumán Crece                  |
| I – Capital | Silvio César Bellomío          | Compromiso Ciudadano Independiente      |           | Peronismo del Bicentenario     |
| I – Capital | Fernando Arturo Juri           | Militancia Popular                      |           | Tucumán Crece                  |
| I – Capital | Adela del Valle Estofán        | Movimiento Popular y Federal            |           | Unión Cívica Radical           |
| II – Este   | Zacarías Khoder                | Alianza Frente para la Victoria         |           | Tucumán Crece                  |
| II – Este   | Julio Fabio Silman             | Alianza Frente para la Victoria         |           | Tucumán Crece                  |
| II – Este   | Luis Espeche                   | Alianza Frente para la Victoria         |           | Tucumán Crece                  |
| II – Este   | Andrés Ceferino Galván         | Partido de los Trabajadores             |           | Tucumán Crece                  |
| II – Este   | Daniel Alberto Herrera         | Alianza Frente para la Victoria         |           | Tucumán Crece                  |
| II – Este   | Eduardo Alberto Cobos          | Partido Crecer para la Victoria         |           | Tucumán Crece                  |
| II – Este   | Luis Enrique González          | Frente Acuerdo para el Bicentenario     |           | Dr. Arturo Illia               |
| II – Este   | Enrique Fabián Bethencourt     | Alianza Frente para la Victoria         |           | Tucumán Crece                  |
| II – Este   | Pablo Agustín Alfaro           | Comunidad en Organización               |           | Tucumán Crece                  |
| II – Este   | Ángela Aída Jiménez            | Alianza Frente para la Victoria         |           | Tucumán Crece                  |
| II – Este   | José Alberto Leoncio Gutiérrez | Alianza Frente para la Victoria         |           | Tucumán Crece                  |
| II – Este   | Graciela del Valle Gutiérrez   | Partido de los Trabajadores             |           | Tucumán Crece                  |
| III – Oeste | Juan Antonio Ruiz Olivares     | Acción Regional                         |           | Tucumán Crece                  |
| III – Oeste | Luis Adolfo Morghenstein       | Alianza Frente para la Victoria         |           | Tucumán Crece                  |
| III – Oeste | Juan Enrique Orellana          | Tucumán Innovador                       |           | Tucumán Crece                  |
| III – Oeste | Silvia Perla Rojkés            | Alianza Frente para la Victoria         |           | Tucumán Crece                  |
| III – Oeste | Sergio Ariel García            | Frente Acuerdo para el Bicentenario     |           | Unión Cívica Radical           |
| III – Oeste | Irene Graciela Medina          | Acción Regional                         |           | Tucumán Crece                  |
| III – Oeste | Osvaldo Rubén Morelli          | Alianza Frente para la Victoria         |           | Tucumán Crece                  |
| III – Oeste | Stella Maris Córdoba           | Tucumán para Todos                      |           | Proyecto Popular               |
| III – Oeste | Rubén Edgardo Chebaia          | Movimiento Popular y Federal            |           | Unión Cívica Radical           |
| III – Oeste | Nancy Evangelina Bulacio       | Partido de los Trabajadores             |           | Tucumán Crece                  |
| III – Oeste | Sandra Mariela Mendoza         | Tucumán Innovador                       |           | Tucumán Crece                  |
| III – Oeste | Abel Javier Pucharras          | Alianza Frente para la Victoria         |           | Tucumán Crece                  |
| III – Oeste | Ramón Roque Cativa             | Acción Regional                         |           | Tucumán Crece                  |
| III – Oeste | Luis Alberto Ricardo Brodersen | PRO–Propuesta Republicana               |           | PRO–Propuesta Republicana      |
| III – Oeste | Norma Mariela Reyes Elías      | Alianza Frente para la Victoria         |           | Tucumán Crece                  |
| III – Oeste | Raúl Eduardo Albarracín        | Frente Acuerdo para el Bicentenario     |           | Unión Cívica Radical           |
| III – Oeste | Joseph Tanios Saleme           | Tucumán Innovador                       |           | Tucumán Crece                  |
| III – Oeste | César Elías Dip                | Alianza Frente para la Victoria         |           | Tucumán Crece                  |